# Cloverdale (Virginia)
Cloverdale es una ciudad situada en el Condado de Botetourt, Virginia, Estados Unidos. Su población es de 2.986 habitantes según el censo del año 2000. Forma parte del área metropolitana de Roanoke.
Cloverdale es la localidad natal de Charles Follis, el primer afroamericano que jugó como profesional al fútbol americano, al fichar por los Shelby Blues de Shelby (Ohio) en 1902.